# Боярышник перистонадрезанный
Боярышник перистонадрезанный, или боярышник перистонадрезной (лат. Crataegus pinnatifida), — кустарник или небольшое дерево, вид рода Боярышник (Crataegus) семейства Розовые (Rosaceae).

## Распространение и экология
В природе ареал вида охватывает Дальний Восток России (бассейн среднего и нижнего Амура и Уссури); Корею; Китай (северные районы, включая Маньчжурию).
|                                                               |
|                                                               |
|                                                               |
|                                                               |
| Сверху вниз: Кора в нижней части ствола. Лист. Цветок. Плоды. |

Встречается довольно часто в приречных лесах по песчаным гривам вместе с тополем душистым (Populus suaveolens), бархатом амурским (Phellodendron amurense), ясенем маньчжурским (Fraxinus mandshurica), орехом маньчжурским (Juglans mandshurica), сиренью амурской (Syringa amurensis), клёном приречным (Acer ginnala), маакией амурской (Maackia amurensis), черёмухой азиатской (Padus asiatica), ивами, виноградом амурским (Vitis amurensis), луносемянником даурским (Menispermum dauricum) и другими растениями. Реже растёт на пологих склонах увалов (предгорий) с суглинистой, щебневатой почвой, в подлеске разреженных дубовых или дубово-чёрноберёзовых лесов с леспедецией двухцветной (Lespedeza bicolor), лещиной разнолистной (Corylus heterophylla), калиной Сарджента (Viburnum Sargentii) и др.
Как и многие другие боярышники, разрастается на лесосеках. Светолюбив, хорошо переносит полутень негустых древостоев; в густой тени леса не встречается.
На питании листьями этого вида специализируется листовёртка Acleris crataegi.

## Ботаническое описание
Дерево или высокий ветвистый кустарник высотой до 6 м. Кора ствола и более старых ветвей тёмно-серая; ветки желтовато-серые, слегка ребристые; побеги голые или в начале слабо опушённые; годовалые — коричневые. Колючки отсутствуют или немногочисленные, прямые, длиной 1—2 см.
Листья сверху ярко-зелёные, блестящие, голые, снизу несколько бледнее, волосистые по жилкам, яйцевидные или продолговато-яйцевидные, с острой или несколько усечённой вершиной и клиновидным или низбегающим основанием, глубоко перисто-надрезанные, лопастные, у основания листа раздельные или почти рассечённые, с 3, реже 2—4 парами продолговато-треугольных, острых, пильчатых долей; на коротких побегах — длиной до 6—8 см и шириной 5—6,5 см, на длинных — длиной до 12 см и шириной 8 см. Черешки длиной 2—6 см; прилистники серповидно-изогнутые, гребенчато-пильчатые, длиной до 1,5 см.
Соцветия поникающие, 12—20-цветковые, диаметром 5—8 см, оси соцветий и цветоножки голые, реже, более или менее густо опушённые, до войлочных. Цветки диаметром 0,8—1,2 см, с белыми лепестками, розовеющими к концу цветения; чашелистики остроконечные, отвороченные; тычинок 20, с розовыми пыльниками; столбиков 3—5.
Плоды почти шаровидные или несколько грушевидные, длиной до 17 мм, диаметром 15 мм, ярко-красные, блестящие, с беловатыми бородавочками и красной плотной мякотью. Косточки желтовато-коричневые, в числе 3—5, длиной около 6 мм, шириной 4 мм. В 1 кг около 1700 плодов, или 27 000 косточек; вес 1 тысячи косточек 33—42 г.
В условиях юга Дальнего Востока цветёт в мае — июне в течение 8—12 дней. Плодоносит в августе — октябре.

## Химический состав
Плоды состоят из воды на 78,23 % и 21,77 % плотного остатка. Плотный остаток состоит из 1,03 % золы, 4,10 % клетчатки, 2,30 % пентозанов, 1,25 % крахмала, 0,17 % пектиновых веществ, 0,30 % восстанавливающихся сахаров, 0,13 % сахарозы. Общее количество сахара 0,43 %, сырого протеина 1,12 %, белковых веществ 0,78 %, общая кислотность 2,37 %, летучих кислот 0,15 %.

## Значение и применение
Один из наиболее декоративных видов боярышника, выделяющийся ярко-зелёными, разрезными листьями и блестящими красными плодами. Интродуцирован в 1860 году. Встречается довольно широко в садах и парках Западной Европы и США (с 1880 года). В России в культуре в качестве декоративного распространён довольно широко, но в ограниченном числе экземпляров. Культура его возможна практически на всей территории, кроме крайних северных районов.
Плоды съедобны. В северных районах Китая используют как плодовое растение, с этой целью выращивают Crataegus pinnatifida var. major N.E.Br..
Древесина очень твёрдая, пригодна на различные токарные изделия.
Второстепенный медонос, но хороший пыльценос. Цветки отлично посещаются пчёлами которые собирают пыльцу и иногда нектар. Пыльцепродуктивность цветка 2,3—4,5 мг. Пыльца бледно-жёлтая, клейкая. Продуктивность нектара 100 цветками — 28,1 мг сахара. Продуктивность мёда условно чистыми насаждениями — 30—40 кг/га.
По наблюдениям, в кормушке поедался пятнистыми оленями. К выпасу не устойчив.

## Классификация

### Таксономия
Вид Боярышник перистонадрезанный входит в род Боярышник (Crataegus) трибы Pyreae подсемейства Спирейные (Spiraeoideae) семейства Розовые (Rosaceae) порядка Розоцветные (Rosales).
|  |                                      |  |                                                              |                                                              |                   |  | ещё 8 семейств (согласно Системе APG III) | ещё 8 семейств (согласно Системе APG III)    |                                              |  |  |  | ещё 7 триб (согласно Системе APG III)         | ещё 7 триб (согласно Системе APG III)         |  |  |  |  | ещё от 200 до 300 видов | ещё от 200 до 300 видов |
|  |                                      |  |                                                              |                                                              |                   |  | ещё 8 семейств (согласно Системе APG III) | ещё 8 семейств (согласно Системе APG III)    |                                              |  |  |  | ещё 7 триб (согласно Системе APG III)         | ещё 7 триб (согласно Системе APG III)         |  |  |  |  | ещё от 200 до 300 видов | ещё от 200 до 300 видов |
|  |                                      |  |                                                              | порядок Розоцветные                                          |                   |  |                                           |                                              | подсемейство Спирейные                       |  |  |  |                                               | род Боярышник                                 |  |  |  |  |                         |                         |
|  |                                      |  |                                                              | порядок Розоцветные                                          |                   |  |                                           |                                              | подсемейство Спирейные                       |  |  |  |                                               | род Боярышник                                 |  |  |  |  |                         |                         |
|  | отдел Цветковые, или Покрытосеменные |  |                                                              |                                                              | семейство Розовые |  |                                           |                                              | триба Pyreae                                 |  |  |  | вид Боярышник перистонадрезанный              |                                               |  |  |  |  |                         |                         |
|  | отдел Цветковые, или Покрытосеменные |  |                                                              |                                                              |                   |  |                                           |                                              |                                              |  |  |  |                                               |                                               |  |  |  |  |                         |                         |
|  |                                      |  | ещё 44 порядка цветковых растений (согласно Системе APG III) | ещё 44 порядка цветковых растений (согласно Системе APG III) |                   |  |                                           | ещё 8 подсемейств (согласно Системе APG III) | ещё 8 подсемейств (согласно Системе APG III) |  |  |  | ещё около 60 родов (согласно Системе APG III) | ещё около 60 родов (согласно Системе APG III) |  |  |  |  |                         |                         |
|  |                                      |  |                                                              | ещё 44 порядка цветковых растений (согласно Системе APG III) |                   |  |                                           |                                              | ещё 8 подсемейств (согласно Системе APG III) |  |  |  |                                               | ещё около 60 родов (согласно Системе APG III) |  |  |  |  |                         |                         |

### Представители
В расках вида выделяют ряд разновидностей:
- Crataegus pinnatifida var. major N.E.Br.
- Crataegus pinnatifida var. pinnatifida
- Crataegus pinnatifida var. psilosa C.K.Schneid.